# Сарачена
Сарачена (итал. Saracena) је насеље у Италији у округу Козенца, региону Калабрија.
Према процени из 2011. у насељу је живело 3521 становника. Насеље се налази на надморској висини од 618 м.

## Становништво
Према резултатима пописа становништва 2011. у општини је живело 3.964 становника.
| 1931. | 1936. | 1951. | 1961. | 1971. | 1981. | 1991. | 2001. | 2011. |
| ----- | ----- | ----- | ----- | ----- | ----- | ----- | ----- | ----- |
| 3.599 | 3.712 | 4.392 | 4.516 | 3.849 | 4.194 | 4.522 | 4.309 | 3.964 |

## Партнерски градови
- Cariati